# 下島駅 (長野県伊那市)
下島駅（しもじまえき）は、長野県伊那市西春近小出島区にある、東海旅客鉄道（JR東海）飯田線の駅である。

## 歴史
- 1913年（大正2年）12月27日：伊那電車軌道（1919年に伊那電気鉄道へ改称）宮田 - 伊那町（現・伊那市）間延伸時に開設[1][2]。旅客駅[2]。現在地より0.4km程伊那市駅寄りにあった。
- 1932年（昭和7年）頃：現在地に移転。当時の県道（現・長野県道146号南箕輪沢渡線）の交通量が増加し、踏切事故が多発したため、県道との交差点に移転したと言われている。
- 1943年（昭和18年）8月1日：伊那電気鉄道線が飯田線の一部として国有化、鉄道省（後の日本国有鉄道）の駅となる[2][3]。
  - 当時は、東海道本線浜松 - 名古屋間の各駅や飯田線の各駅、中央本線上諏訪 - 塩尻間の各駅、松本駅を発着する旅客のみ利用出来た[2]。
- 1954年（昭和29年）12月1日：東京都区内の各駅や長野駅を発着する旅客も利用可能となる[2]。
- 1968年（昭和43年）4月1日：旅客発着駅制限廃止[2]。同時に無人駅化。
- 1987年（昭和62年）4月1日：国鉄分割民営化に伴い、JR東海の駅となる[2][4]。

## 駅構造
単式ホーム1面1線を有する地上駅。伊那市駅管理の無人駅で、駅舎は無いがホーム上に待合所がある。ホームは本線西側にある。

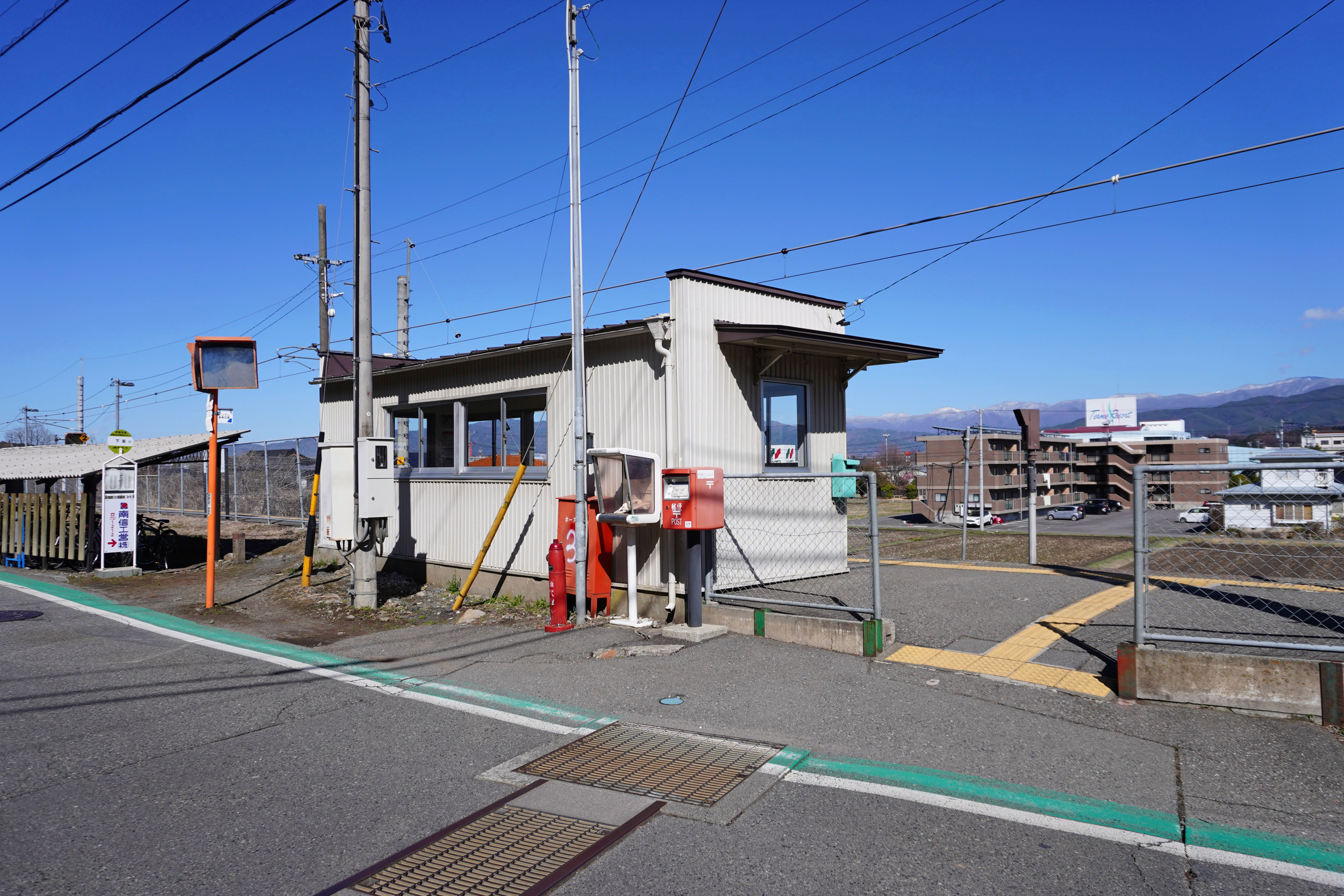
駅出入口（2023年3月）

## 利用状況
「伊那市統計書」によると、近年の1日平均乗車人員は以下の通りである。
| 年度   | 1日平均 乗車人員 |
| ------ | ---------------- |
| 2005年 | 63               |
| 2006年 | 68               |
| 2007年 | 79               |
| 2008年 | 78               |
| 2009年 | 89               |
| 2010年 | 90               |
| 2011年 | 81               |
| 2012年 | 69               |
| 2013年 | 71               |
| 2014年 | 64               |
| 2015年 | 63               |
| 2016年 | 59               |
| 2017年 | 64               |
| 2018年 | 69               |

## 駅周辺
田園地帯の河岸段丘に沿った古くからの住宅地に位置し、近年はアパートが増えた。駐輪場脇には伊那バス「下島」バス停の標識が残されているが（2015年9月時点）、路線は廃止されており、時刻表が削り取られている。駅前に商店や自動販売機は無いが、東側の国道153号には各種の大型店舗が連なる。
- 天竜川
- 長野県道146号南箕輪沢渡線
  - 当駅の沢渡駅側で踏切にて交差している。旧国道153号線。
- 国道153号
- タカノ下島工場
- イエローハット伊那店
- ケーズデンキ伊那店
- ニシザワ春近食彩館
- サンマックス伊那店
- ブックオフ伊那店
- 焼肉屋さかい伊那春近店
- 太田屋伊那西春近店
- 東武トップツアーズ伊那支店
- 長野日報伊那支局

## 隣の駅
東海旅客鉄道（JR東海）
CD 飯田線
■快速（下り「みすず」のみ停車）・■普通
沢渡駅 - 下島駅 - 伊那市駅
※国有化される前は、当駅 - 伊那町駅（伊那市駅）間に小黒停留場が存在した。